# Liste des U-Boote de la Seconde Guerre mondiale U-1001 à U-1250
La liste des U-Boote de la Seconde Guerre mondiale U-1001 à U-1250  est l'inventaire des sous-marins allemands utilisés par la Kriegsmarine pendant la Seconde Guerre mondiale.
La mise en service de ces U-Boote s'échelonne de 1943 à 1945.

NB: U-Boote est le pluriel de U-Boot en allemand.
La liste suivante est triée par numéro de désignation officielle des U-Boote.

## Légendes
- †  = Détruit par l'ennemi
- ?  = Disparu
- §  = Rendu à l'ennemi ou capturé
- ×  = Accident ou coulé
- R  = Retiré du service (mis à la casse, démolition ou autre opération)

## U-1001 à U-1050
| Désignation     | Type    | Mis en service                            | Mis hors service                   |
| --------------- | ------- | ----------------------------------------- | ---------------------------------- |
| U-1001          | VII C41 | 18 novembre 1943                          | † 8 avril 1945                     |
| U-1002          | VII C41 | 30 novembre 1943                          | R 9 mai 1945                       |
| U-1003          | VII C41 | 9 décembre 1943                           | × 23 mars 1945                     |
| U-1004          | VII C41 | 16 décembre 1943                          | R 9 mai 1945                       |
| U-1005          | VII C41 | 30 décembre 1943                          | R 14 mai 1945                      |
| U-1006          | VII C41 | 11 janvier 1944                           | † 16 octobre 1944                  |
| U-1007          | VII C41 | 18 janvier 1944                           | × 2 mai 1945                       |
| U-1008          | VII C41 | 1er février 1944                          | † 6 mai 1945                       |
| U-1009          | VII C41 | 10 février 1944                           | R 10 mai 1945                      |
| U-1010          | VII C41 | 22 février 1944                           | R 14 mai 1945                      |
| U-1011 à U-1012 | VII C41 | Endommagé par raid aérien 25 juillet 1943 | Réparation annulée 22 juillet 1944 |
| U-1013          | VII C41 | 2 mars 1944                               | × 17 mars 1944                     |
| U-1014          | VII C41 | 14 mars 1944                              | † 4 février 1945                   |
| U-1015          | VII C41 | 23 mars 1944                              | × 19 mai 1944                      |
| U-1016          | VII C41 | 4 avril 1944                              | × 5 mai 1945                       |
| U-1017          | VII C41 | 13 avril 1944                             | † 29 avril 1945                    |
| U-1018          | VII C41 | 24 avril 1944                             | † 27 février 1945                  |
| U-1019          | VII C41 | 4 mai 1944                                | § 9 mai 1945                       |
| U-1020          | VII C41 | 17 mai 1944                               | × 9 janvier 1945                   |
| U-1021          | VII C41 | 25 mai 1944                               | † 14 mars 1945                     |
| U-1022          | VII C41 | 7 juin 1944                               | § 9 mai 1945                       |
| U-1023          | VII C41 | 15 juin 1944                              | § 10 mai 1945                      |
| U-1024          | VII C41 | 28 juin 1944                              | § 12 avril 1945                    |
| U-1025          | VII C41 | 12 avril 1945                             | R 30 avril 1945                    |
| U-1026 à U-1030 | VII C41 | Non fini en mai 1945                      |                                    |
| U-1031 à U-1050 | VII C41 | Suspendu 30 septembre 1943                | Annulé 22 juillet 1944             |

## U-1051 à U-1100
| Désignation     | Type    | Mis en service             | Mis hors service               |
| --------------- | ------- | -------------------------- | ------------------------------ |
| U-1051          | VII C   | 4 mars 1944                | † 26 janvier 1945              |
| U-1052          | VII C   | 20 janvier 1944            | R 9 mai 1945                   |
| U-1053          | VII C   | 12 février 1944            | × 15 février 1945              |
| U-1054          | VII C   | 25 mars 1944               | R 16 septembre 1944            |
| U-1055          | VII C   | 8 avril 1944               | ? 23 avril 1945                |
| U-1056          | VII C   | 29 avril 1944              | × 5 mai 1945                   |
| U-1057          | VII C   | 20 mai 1944                | R 9 mai 1945                   |
| U-1058          | VII C   | 10 juin 1944               | R 10 mai 1945                  |
| U-1059          | VII F   | 1er mai 1943               | † 19 mars 1944                 |
| U-1060          | VII F   | 15 mai 1943                | × 27 octobre 1944              |
| U-1061          | VII F   | 25 août 1943               | R 9 mai 1945                   |
| U-1062          | VII F   | 19 juin 1943               | † 30 septembre 1944            |
| U-1063          | VII C41 | 8 juillet 1944             | † 15 avril 1945                |
| U-1064          | VII C41 | 29 juillet 1944            | R 9 mai 1945                   |
| U-1065          | VII C41 | 23 septembre 1944          | † 9 avril 1945                 |
| U-1066 à U-1068 | VII C41 | Suspendu 30 septembre 1943 | Annulé 22 juillet 1944         |
| U-1069 à U-1080 | VII C42 | Suspendu 30 septembre 1943 | Remplacé en faveur du type XXI |
| U-1081 à U-1092 | XVII G  | Suspendu 30 septembre 1943 | Annulé 22 juillet 1944         |
| U-1093 à U-1100 | VII C42 | Suspendu 30 septembre 1943 |                                |

## U-1101 à U-1150
| Désignation     | Type    | Mis en service             | Mis hors service         |
| --------------- | ------- | -------------------------- | ------------------------ |
| U-1101          | VII C   | 10 novembre 1943           | × 5 mai 1945             |
| U-1102          | VII C   | 22 février 1944            | R 13 mai 1945            |
| U-1103          | VII C41 | 8 janvier 1944             | R 5 mai 1945             |
| U-1104          | VII C41 | 15 mars 1944               | R 9 mai 1945             |
| U-1105          | VII C41 | 3 juin 1944                | R 10 mai 1945            |
| U-1106          | VII C41 | 5 juillet 1944             | † 29 mars 1945           |
| U-1107          | VII C41 | 8 août 1944                | † 30 avril 1945          |
| U-1108          | VII C41 | 18 novembre 1944           | R mai 1949               |
| U-1109          | VII C41 | 31 août 1944               | R 12 mai 1945            |
| U-1110          | VII C41 | 24 septembre 1944          | R 14 mai 1945            |
| U-1111 à U-1114 | VII C41 | Suspendu 30 septembre 1943 | Annulé 22 juillet 1944   |
| U-1115 à U-1120 | VII C42 | Suspendu 30 septembre 1943 | Annulé 6 novembre 1943   |
| U-1121 à U-1130 |         | Non attribué               |                          |
| U-1131          | VII C   | 20 mai 1944                | × 30 mars 1945           |
| U-1132          | VII C   | 24 juin 1944               | × 5 mai 1945             |
| U-1133 à U-1140 | VII C41 | Suspendu 30 septembre 1943 | Annulé 22 juillet 1944   |
| U-1141 à U-1146 | VII C41 |                            | Annulé 30 septembre 1943 |
| U-1147 à U-1150 | VII C42 |                            | Annulé 6 novembre 1943   |

## U-1151 à U-1200
| Désignation     | Type    | Mis en service             | Mis hors service        |
| --------------- | ------- | -------------------------- | ----------------------- |
| U-1151 à U-1152 | VII C42 |                            | Annulé 6 novembre 1943  |
| U-1153 à U-1154 | VII C41 |                            | Annulé 6 novembre 1943  |
| U-1155 à U-1160 |         | Non attribué               |                         |
| U-1161          | VII C   | 25 août 1943               | × 5 mai 1945            |
| U-1162          | VII C   | 15 septembre 1943          | × 5 mai 1945            |
| U-1163          | VII C41 | 6 octobre 1943             | R 9 mai 1945            |
| U-1164          | VII C41 | 27 octobre 1943            | × 24 juillet 1944       |
| U-1165          | VII C41 | 17 novembre 1943           | R 9 mai 1945            |
| U-1166          | VII C41 | 8 décembre 1943            | × 28 juillet 1944       |
| U-1167          | VII C41 | 29 décembre 1943           | × 30 mars 1945          |
| U-1168          | VII C41 | 19 janvier 1944            | × 4 mai 1945            |
| U-1169          | VII C41 | 9 février 1944             | † 29 mars 1945          |
| U-1170          | VII C41 | 1er mars 1944              | × 2 mai 1945            |
| U-1171          | VII C41 | 22 mars 1944               | R 1949                  |
| U-1172          | VII C41 | 20 avril 1944              | † 27 janvier 1945       |
| U-1173 à U-1176 | VII C41 | Non fini 28 octobre 1943   | Annulé 18 décembre 1943 |
| U-1177 à U-1179 | VII C41 | Suspendu 6 novembre 1943   | Annulé 22 juillet 1944  |
| U-1180 à U-1190 | VII C41 | Suspendu 30 septembre 1943 | Annulé 22 juillet 1944  |
| U-1191          | VII C   | 9 septembre 1943           | † 3 juillet 1944        |
| U-1192          | VII C   | 23 septembre 1943          | × 3 mai 1945            |
| U-1193          | VII C   | 7 octobre 1943             | × 5 mai 1945            |
| U-1194          | VII C   | 21 octobre 1943            | R 9 mai 1945            |
| U-1195          | VII C   | 4 novembre 1943            | † 6 avril 1945          |
| U-1196          | VII C   | 18 novembre 1943           | × 2 mai 1945            |
| U-1197          | VII C   | 2 décembre 1943            | × 25 avril 1945         |
| U-1198          | VII C   | 9 décembre 1943            | R 8 mai 1945            |
| U-1199          | VII C   | 23 décembre 1943           | † 21 janvier 1945       |
| U-1200          | VII C   | 5 janvier 1944             | † 12 novembre 1944      |

## U-1201 à U-1250
| Désignation     | Type    | Mis en service             | Mis hors service         |
| --------------- | ------- | -------------------------- | ------------------------ |
| U-1201          | VII C   | 13 janvier 1944            | × 3 mai 1945             |
| U-1202          | VII C   | 27 janvier 1944            | R 1er juin 1961          |
| U-1203          | VII C   | 10 février 1944            | R 9 mai 1945             |
| U-1204          | VII C   | 17 février 1944            | × 5 mai 1945             |
| U-1205          | VII C   | 2 mars 1944                | × 3 mai 1945             |
| U-1206          | VII C   | 16 mars 1944               | × 14 avril 1945          |
| U-1207          | VII C   | 23 mars 1944               | × 5 mai 1945             |
| U-1208          | VII C   | 6 avril 1944               | † 27 février 1945        |
| U-1209          | VII C   | 13 avril 1944              | × 18 décembre 1944       |
| U-1210          | VII C   | 22 avril 1944              | † 3 mai 1945             |
| U-1211 à U-1214 | VII C41 | Non attribué               |                          |
| U-1215 à U-1220 | VII C42 | Non attribué               |                          |
| U-1221          | IX C40  | 11 août 1943               | † 3 avril 1945           |
| U-1222          | IX C40  | 1er septembre 1943         | † 11 juillet 1944        |
| U-1223          | IX C40  | 6 octobre 1943             | R 14 avril 1945          |
| U-1224          | IX C40  | 20 octobre 1943            | † 13 mai 1944            |
| U-1225          | IX C40  | 10 novembre 1943           | † 24 juin 1944           |
| U-1226          | IX C40  | 24 novembre 1943           | ? 28 octobre 1944        |
| U-1227          | IX C40  | 8 décembre 1943            | R 10 avril 1945          |
| U-1228          | IX C40  | 22 décembre 1943           | × 17 mai 1945            |
| U-1229          | IX C40  | 13 janvier 1944            | † 20 août 1944           |
| U-1230          | IX C40  | 26 janvier 1944            | × 8 mai 1945             |
| U-1231          | IX C40  | 9 février 1944             | R 1960                   |
| U-1232          | IX C40  | 8 mars 1944                | × 27 avril 1945          |
| U-1233          | IX C40  | 22 mars 1944               | R 8 mai 1945             |
| U-1234          | IX C40  | 19 avril 1944              | × 5 mai 1945             |
| U-1235          | IX C40  | 17 mai 1944                | † 15 avril 1945          |
| U-1236          | IX C40  | Suspendu 23 septembre 1944 |                          |
| U-1237 à U-1242 | IX C40  | Non fini                   |                          |
| U-1243 à U-1244 | IX C40  |                            | Annulé 23 septembre 1943 |
| U-1245 à U-1250 | IX C40  | Suspendu 30 septembre 1943 | Annulé 22 juillet 1944   |

### Sources
- (de) Cet article est partiellement ou en totalité issu de l’article de Wikipédia en allemand intitulé « Liste deutscher U-Boote (1935–1945)/U 1001–U 1250 » (voir la liste des auteurs).

- (en) Cet article est partiellement ou en totalité issu de l’article de Wikipédia en anglais intitulé « List of U-boats of Germany » (voir la liste des auteurs).